# Numero di Stoneham
In matematica, i numeri di Stoneham sono una particolare classe di numeri reali, chiamati così in onore del matematico Richard Stoneham. Per due numeri interi coprimi b, c > 1, il numero di Stoneham αb,c è definito
{\displaystyle \alpha _{b,c}=\sum _{n=c^{k}>1}{\frac {1}{b^{n}n}}=\sum _{k=1}^{\infty }{\frac {1}{b^{c^{k}}c^{k}}}}
Nel 1973 Stoneham dimostrò che αb,c è b-normale se c è un numero primo dispari e b è una radice primitiva di c2.